# باتريسيو أوروتيا
باتريسيو خافيير أوروتيا إسبينوزا (بالإسبانية: Patricio Javier Urrutia Espinoza) (مواليد 15 أكتوبر 1978 في فينتاناس) لاعب كرة قدم إكوادوري دولي يجيد اللعب في خط الوسط . يلعب حاليا لصالح نادي ليجا ديبورتيفا كويتو الإكوادوري منذ 2010 .

## روابط خارجية
- باتريسيو أوروتيا على موقع الاتحاد الدولي (مؤرشف)  (الإنجليزية)
- باتريسيو أوروتيا على موقع قاعدة بيانات كرة القدم.إي يو (الإنجليزية)
- باتريسيو أوروتيا على موقع ناشيونال فوتبول تيمز (الإنجليزية)
- باتريسيو أوروتيا على موقع Soccerway.com (الإنجليزية)
- باتريسيو أوروتيا على موقع كووورة